# Ozero Bolsjoje Beloje (sjö i Vitryssland)
Ozero Bolsjoje Beloje (ryska: Озеро Большое Белое) är en sjö i Belarus.   Den ligger i voblasten Vitsebsks voblast, i den norra delen av landet, 230 km nordost om huvudstaden Minsk. Ozero Bolsjoje Beloje ligger 148 meter över havet.
I omgivningarna runt Ozero Bolsjoje Beloje växer i huvudsak blandskog. Runt Ozero Bolsjoje Beloje är det glesbefolkat, med 11 invånare per kvadratkilometer.